# هارموني (فلم)
هارموني (باليابانية: ハーモニー، بالروماجي: Hāmonī) هو فيلم أنمي من إخراج ميخائيل أرياس وتاكاشي ناكامورا، ومن إنتاج استوديو Studio 4°C، الفيلم من مقتبس من رواية من تأليف بروجكت إيتو. عرض الفيلم في اليابان في 13 نوفمبر عام 2015.

## القصة
تدور أحداث القصة في المستقبل حيث حرب النووية دمرت العالم ، بما في ذلك الولايات المتحدة. لمنع الفظائع تم تقسيم العالم إلى عدة دول صغيرة. تعرف كل دولة على أنها تضامن أخلاقي ومجتمع مستقبلي تتحكم فيه الإدارة، وهي منشأة يستخدم فيها تقنية النانو، للأغراض الطبية لتحسين نوعية الحياة البشر، والحصول على الحياة الأبدية.

## الأداء تصوتي
| الشخصية            | الأداء الصوتي     |
| ------------------ | ----------------- |
| توان كيري          | ميوكي ساواشيرو    |
| مياتش ميهي         | رينا أويدا        |
| سيان ريكادو        | أيا سوزاكي        |
| أوس كارا شتاوفنبرغ | يوشيكو ساكاكيبارا |
| إيليا فاشلوف       | شينيتشيرو ميكي    |
| كيتا سايكي         | تشو               |
| نوادا كيري         | جونبي موريتا      |
| غابرييل إتيان      | أكينو واتانابي    |
| أوي وول            | أتسوشي أونو       |
| ريكو ميهي          | تشياكي موري       |

## وصلات خارجية
- هارموني على موقع Studio 4°C (باليابانية)
- هارموني على موقع فنميشن
- مقالات تستعمل روابط فنية بلا صلة مع ويكي بيانات